# Nola Hatterman
Nola Hatterman (Ámsterdam, Países Bajos, 12 de agosto de 1899-Paramaribo, Surinam, 8 de mayo de 1984) fue una actriz y pintora neerlandesa.
Hatterman nació en Ámsterdam como hija única en una gran casa en Middenweg, en el distrito de Watergraafsmeer. Su padre era contable en Mirandolle, Voûte & Co. Dibujó y pintó desde muy joven y siguió educación en el Instituto superior. Entre sus amigos escolares había muchos estudiantes indonesios cuyos familiares estaban relacionados con las oficinas de su padre. Más tarde recordaría estas primeras amistades y explicaría que fueron el germen de su pasión por pintar gente de color.

## Actividad interpretativa
En 1914 continuó pintando, pero optó por estudiar en la Academia de Interpretación de Ámsterdam (Toneel Academie). En 1918 se unió a la escuela de interpretación de Róterdam NV Het Rotterdams Toneel.  Después de unirse a la KVHNT (Koninklijke Vereeniging Het Nederlandsch Tooneel, Real Sociedad del Teatro Holandés), regresó a Ámsterdam y actuó en el Stadsschouwburg (Teatro municipal) de Amsterdam. En el mismo período también actuó en algunas películas de 1916 a 1925, pero lo abandonó cuando sus padres se mudaron a Falckstraat. Allí tenía un taller propio en el ático, donde podía concentrarse en la pintura.

## Carrera pictórica

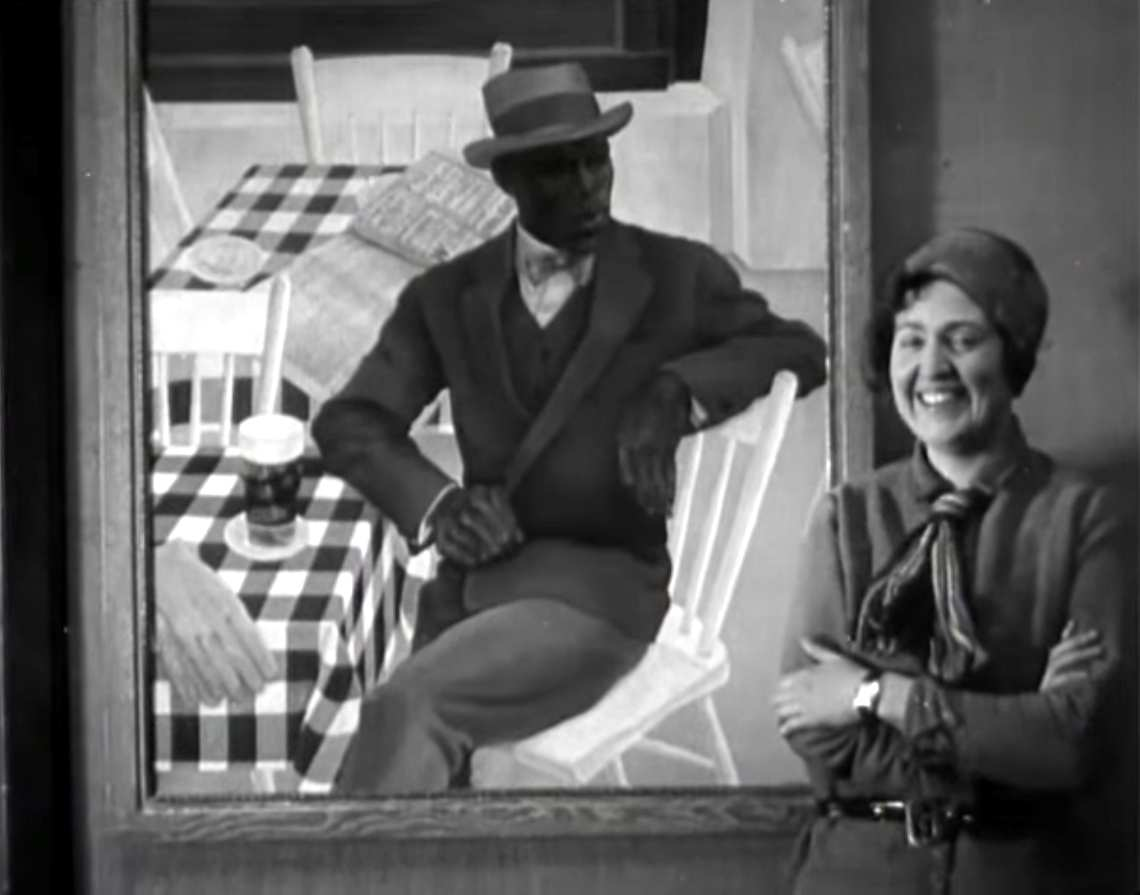
Nola Hatterman y obra, 1932

Tomó lecciones de Vittorio Schiavon y Charles Haak. También entró en contacto con surinameses que ganaban dinero como modelos. Uno de ellos, Frans Vroom, se mudó al piso inferior por poco tiempo, después de la muerte de su padre. A través de su relación con surinameses se volvió políticamente más activa y quedó muy impresionada con el libro de 1934 de Anton de Kom, Nosotros, esclavos de Surinam (Wij slaven van Suriname). Decidió trabajar en ilustraciones históricas para educar a los niños sobre sus héroes y, específicamente, representaciones anatómicamente correctas de personas de color en el arte para niños. Poco a poco se le ocurrió la idea de ir a Paramaribo para abrir una escuela y comenzar a crear este tipo de ilustraciones, pero la guerra lo retrasó.
Después de la muerte de su madre, en 1953, se mudó a Paramaribo y comenzó a realizar su sueño. Según una entrevista tardía, de lo que ella estaba más orgullosa era de una serie de pinturas históricas de Surinam. Enseñó a muchos estudiantes a dibujar y a pintar, y fueron alumnos notables  Armand Baag y Ruben Karsters. Baag la entrevistó en la película de 1982 Nola Hatterman (en de konsekwente keuze) .
Hatterman murió en un accidente automovilístico en Paramaribo.

## Obras
Nola Hatterman hizo bodegones e ilustraciones para revistas, pero es más conocida por sus retratos de personas de color. Las obras de Hatterman se encuentran principalmente en colecciones privadas, pero algunas pinturas se encuentran en el Museo Stedelijk, Tropenmuseum y el Museo de Surinam.

## Academia de arte Nola Hatterman

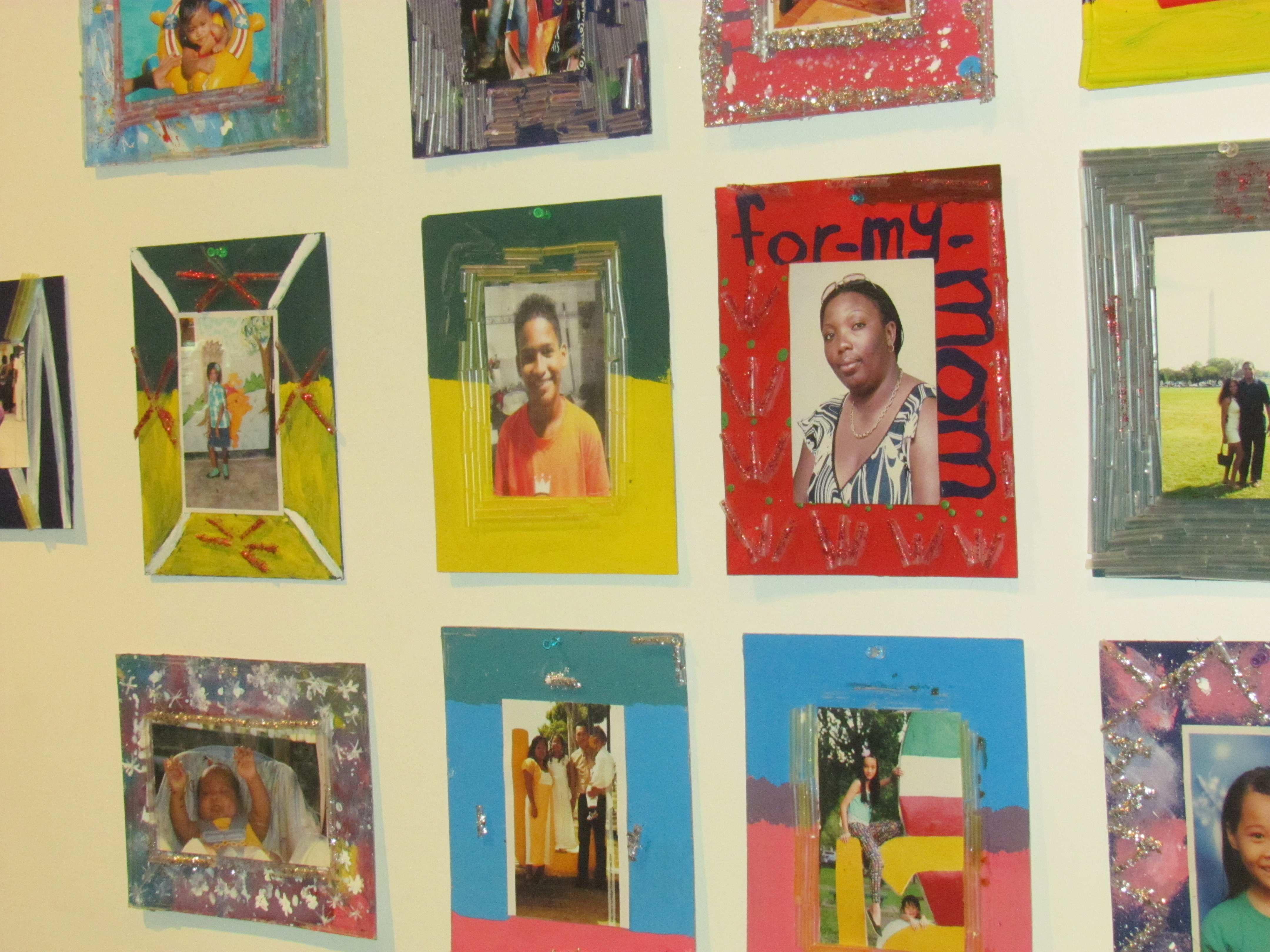

En 1984, después de su muerte, sus antiguos alumnos abrieron el Instituto Nola Hatterman. El nombre se cambió más tarde a Nola Hatterman Art Academy. La Academia está ubicada en la casa del ex  jefe militar en Fort Zeelandia, Paramaribo. En 1997, miembros de Ons Surinam abrieron una galería de arte. Esta galería se especializa en arte surinamés y presenta anualmente un artista relacionado con la Academia de Arte Nola Hatterman.